# 1024
سنة 1024 كانت سنة كبيسة تبدأ يوم الأربعاء (الرابط يظهر نموذج التقويم الكامل للسنة) من التقويم اليولياني. بدأت تسمية السنة ب1024 منذ العصور الوسطى المبكرة، عندما أصبح تقويم أنو دوميني هو الأسلوب السائد في أوروبا لتسمية السنوات.

## مواليد
- الأول

## وفيات
- السجزي